# Дебра Фойєр
Де́бра Фо́йєр (англ. Debra Feuer; нар. 12 січня 1959, Лас-Вегас, Невада, США) — американська акторка.

## Біографія
Дебра Фойєр народилася 12 січня 1959 року в Лас-Вегасі (штат Невада, США). Її батько, Рон Фойєр, музикант. Її брат, Айен Фойєр, був відомим футболістом.

### Кар'єра
Дебютувала на екрані у 1977 році в серіалі «Старскі і Хатч». Знімалася у фільмах: «Мить за миттю» (1978), «Голлівудські лицарі» (1980), «Жити й померти в Лос-Анджелесі» (1985). У 1986 році знялася в головній ролі разом з актором Адріано Челентано в італійському фільмі «Буркотун». У 1988 році вона знялася разом зі своїм чоловіком Мікі Рурком у фільмі «Простак». На телебаченні актриса грала епізодичні ролі. Знялася в таких серіалах, як «Острів фантазій», «Човен любові», «Дурні з Хаззарда», «Кримінальні історії», «Поліція Маямі».

### Особисте життя
З 1981 по 1989 роки була дружиною Мікі Рурка.

## Фільмографія
- 1977 — Старскі і Хатч (Starsky and Hutch) — Деббі
- 1977 — Beyond Reason — дівчина
- 1978 — Острів фантазій (Fantasy Island) — Ширл Дін
- 1978 — Човен любові (The Love Boat) — брюнетка, яка відкидає Нельсона
- 1978 — Лесі і королева Міссісіпі (Lacy and the Mississippi Queen) — Куїні
- 1978 — Мить за миттю (Moment by Moment) — Стейсі
- 1978 — Високий політ (Flying High) — Гледіс
- 1979 — Дурні з Хаззарда (The Dukes of Hazzard) — Бекі Мей
- 1980 — Вегас (Vega$) — Єва
- 1980 — Голлівудські лицарі (The Hollywood Knights) — Cheetah
- 1981 — Red Flag: The Ultimate Game — Елейн Барнстейбл
- 1981 — Hardcase — Джейн 'Стретч' Раян
- 1985 — MacGruder and Loud — Тіффані
- 1985 — Жити і померти в Лос-Анджелесі (To Live and Die in L.A.) — Бьянка Торрес
- 1986 — Буркотун (Il burbero) — Мері Чіміно
- 1987 — Кримінальні історії (Crime Story) — Джекі
- 1988 — Простак Homeboy — Рубі
- 1988 — Поліція Маямі (Miami Vice) — Селеста
- 1989 — Desperado: The Outlaw Wars — Меггі
- 1990 — Нічний ангел (Night Angel) — Кірсті
- 1992 — Під покровом темряви (Under Cover of Darkness) — Чаріс Франклін
- 1995 — Янгол Френка (Frank's Angel) — Янгол
- 2000 — No Pussyfooting — Джоанна